# Béthines
Béthines est une commune du Centre-Ouest de la France, située dans le département de la Vienne en région Nouvelle-Aquitaine.
Ses habitants sont appelés les Béthinois.

## Géographie

### Localisation
La commune se trouve à une altitude moyenne de 115 mètres. Béthines est entouré par les communes de Villemort, Haims et Concremiers. Les grandes villes les plus proches sont Châtellerault et Poitiers distantes respectivement de 45 et 48 km.

### Communes limitrophes
| Saint-Germain | Ingrandes (Indre) Concremiers (Indre) |                                          |
| Villemort     | Béthines                              | Saint-Hilaire-sur-Benaize (Indre) Liglet |
| Haims         | Journet                               |                                          |

### Géologie et relief
La région de Béthines présente un paysage de plaines vallonnées plus ou moins boisées et de vallées. Le terroir se compose :
- de groies profondes, dans le cas présent, qui sont des terres du Sud-Ouest de la France, argilo-calcaires, peu profondes  - en général de moins de 50 cm d’épaisseur – et  plus ou moins riches en cailloux. Elles sont fertiles et saines et donc, propices à la polyculture céréalière mais elles s’assèchent vite. Elles couvrent 54 % du territoire communal et se trouvent dans les plaines,
- de bornais (ce sont des sols brun clair sur limons, profonds et humides, à tendance siliceuse)(pour 22 %), d'argile à silex peu profonde (pour 18 %) et de terres fortes (pour 5 %) sur les plateaux du Seuil du Poitou.

### Hydrographie
La commune est traversée par le Salleron sur une longueur de 9 km où il y eut autrefois jusqu'à 7 moulins.

### Climat
Pour des articles plus généraux, voir Climat de la Nouvelle-Aquitaine et Climat de la Vienne.
Historiquement, la commune est exposée à un climat océanique du nord-ouest.  
En 2020, Météo-France publie une typologie des climats de la France métropolitaine dans laquelle la commune est exposée à un climat océanique altéré et est dans la région climatique  Poitou-Charentes, caractérisée par un bon ensoleillement, particulièrement en été et des vents modérés.
Pour la période 1971-2000, la température annuelle moyenne est de 11,7 °C, avec une amplitude thermique annuelle de 14,8 °C. Le cumul annuel moyen de précipitations est de 766 mm, avec 11,6 jours de précipitations en janvier et 6,9 jours en juillet. Pour la période 1991-2020, la température moyenne annuelle observée sur la station météorologique la plus proche, située sur la commune de Montmorillon à 15,66 km à vol d'oiseau, est de 0,0 °C et le cumul annuel moyen de précipitations est de 0,0 mm,. Pour l'avenir, les paramètres climatiques de la commune estimés pour 2050 selon différents scénarios d’émission de gaz à effet de serre sont consultables sur un site dédié publié par Météo-France en novembre 2022.

### Voies de communication et transports
Les gares les plus proches de Béthines se trouvent à Montmorillon (16,44 km), Lathus-Saint-Rémy (23,32 km) et à Lussac-les-Châteaux (25,27 km).

## Urbanisme

### Typologie
Au 1er janvier 2024, Béthines est catégorisée commune rurale à habitat très dispersé, selon la nouvelle grille communale de densité à sept niveaux définie par l'Insee en 2022.
Elle est située hors unité urbaine. Par ailleurs la commune fait partie de l'aire d'attraction du Blanc, dont elle est une commune de la couronne,. Cette aire, qui regroupe 23 communes, est catégorisée dans les aires de moins de 50 000 habitants,.

### Occupation des sols
L'occupation des sols de la commune, telle qu'elle ressort de la base de données européenne d’occupation biophysique des sols Corine Land Cover (CLC), est marquée par l'importance des territoires agricoles (81,8 % en 2018), une proportion identique à celle de 1990 (81,8 %). La répartition détaillée en 2018 est la suivante : 
terres arables (63,3 %), forêts (17,5 %), zones agricoles hétérogènes (12,3 %), prairies (6,1 %), zones urbanisées (0,8 %). L'évolution de l’occupation des sols de la commune et de ses infrastructures peut être observée sur les différentes représentations cartographiques du territoire : la carte de Cassini (XVIIIe siècle), la carte d'état-major (1820-1866) et les cartes ou photos aériennes de l'IGN pour la période actuelle (1950 à aujourd'hui).

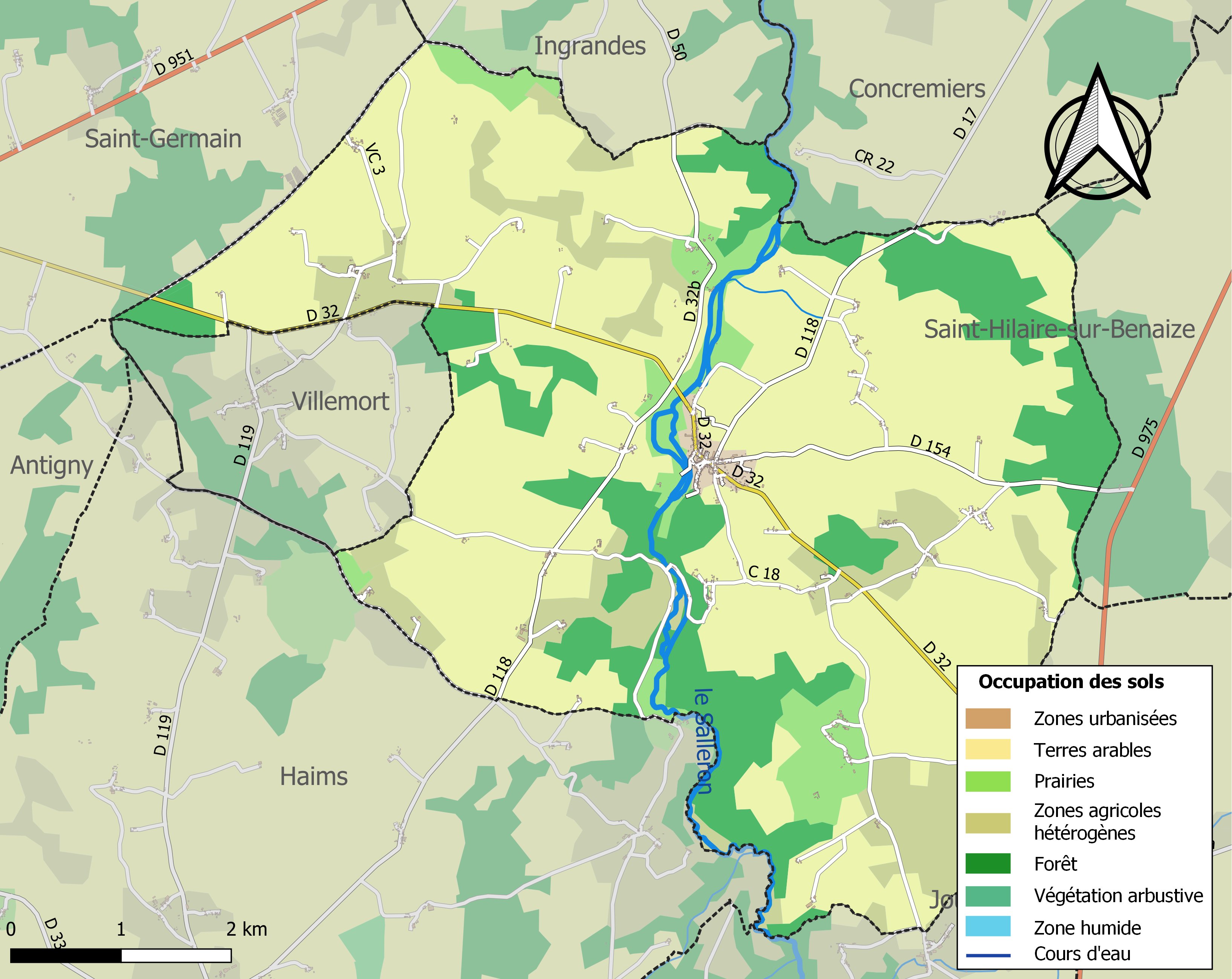
Carte des infrastructures et de l'occupation des sols de la commune en 2018 (CLC).

### Risques majeurs
Le territoire de la commune de Béthines est vulnérable à différents aléas naturels : météorologiques (tempête, orage, neige, grand froid, canicule ou sécheresse), inondations, mouvements de terrains et séisme (sismicité faible). Il est également exposé à un risque technologique,  le transport de matières dangereuses. Un site publié par le BRGM permet d'évaluer simplement et rapidement les risques d'un bien localisé soit par son adresse soit par le numéro de sa parcelle.

#### Risques naturels
Certaines parties du territoire communal sont susceptibles d’être affectées par le risque d’inondation par débordement de cours d'eau, notamment le Salleron. La commune a été reconnue en état de catastrophe naturelle au titre des dommages causés par les inondations et coulées de boue survenues en 1982, 1999, 2010 et 2016,.

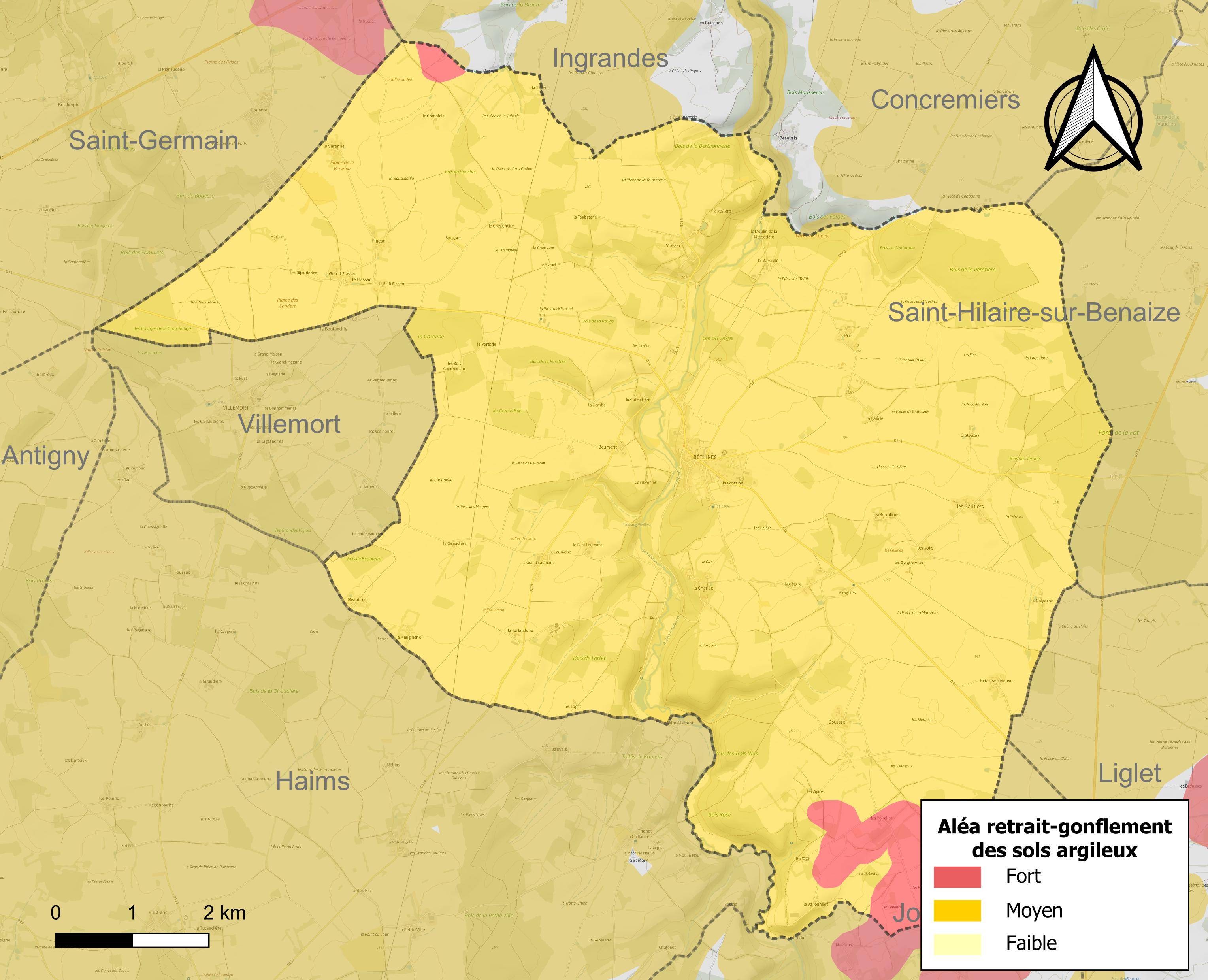
Carte des zones d'aléa retrait-gonflement des sols argileux de Béthines.

Les mouvements de terrains susceptibles de se produire sur la commune sont des tassements différentiels. Le retrait-gonflement des sols argileux est susceptible d'engendrer des dommages importants aux bâtiments en cas d’alternance de périodes de sécheresse et de pluie. 99,9 % de la superficie communale est en aléa moyen ou fort (79,5 % au niveau départemental et 48,5 % au niveau national). Depuis le 1er octobre 2020, en application de la loi ÉLAN, différentes contraintes s'imposent aux vendeurs, maîtres d'ouvrages ou constructeurs de biens situés dans une zone classée en aléa moyen ou fort,.
La commune a été reconnue en état de catastrophe naturelle au titre des dommages causés par la sécheresse en 2017, 2018 et 2019 et par des mouvements de terrain en 1999 et 2010.

## Histoire
Béthines accueille favorablement les avancées de la Révolution française. Elle plante ainsi son arbre de la liberté, symbole de la Révolution.
En 1793, le nom de la commune est Bethines puis Berthine en 1801.
En 1943, le maire Adrien André est révoqué par Vichy car il s’opposait à ce que le portrait du maréchal Pétain soit accroché dans la mairie.

## Politique et administration

### Intercommunalité
Béthines est rattachée à la communauté de communes du Montmorillonnais.
Béthines est dans le canton No 25 de Saint-Savin, dans la 3e circonscription du département Vienne.

### Liste des maires
| Période   | Période  | Identité          | Étiquette | Qualité                                        |
| --------- | -------- | ----------------- | --------- | ---------------------------------------------- |
| 1933      | 1965     | Adrien André      | Rad. ind. | député sénateur révoqué par le régime de Vichy |
| 1965      | 1983     | Pierre Guillemain |           |                                                |
| 1983      | 1986     | Jean Guillemain   |           |                                                |
| 1986      | 1995     | Claude Perrin     | DVD       |                                                |
| 1995      | 2001     | René David        |           |                                                |
| mars 2001 | En cours | Yves Jeanneau     |           |                                                |

### Instances judiciaires et administratives
La commune relève du tribunal d'instance de Poitiers, du tribunal de grande instance de Poitiers, de la cour d'appel  Poitiers, du tribunal pour enfants de Poitiers, du conseil de prud'hommes de Poitiers, du tribunal de commerce de Poitiers, du tribunal administratif de Poitiers et de la cour administrative d'appel  de  Bordeaux, du tribunal des pensions de Poitiers, du tribunal des affaires de la Sécurité sociale de la Vienne, de la cour d’assises de la Vienne.

### Services publics
Les réformes successives de la Poste ont conduit à la fermeture de nombreux bureaux de poste ou à leur transformation en simple relais. Toutefois, la commune a pu maintenir le sien.

## Démographie
L'évolution du nombre d'habitants est connue à travers les recensements de la population effectués dans la commune depuis 1793. Pour les communes de moins de 10 000 habitants, une enquête de recensement portant sur toute la population est réalisée tous les cinq ans, les populations de référence des années intermédiaires étant quant à elles estimées par interpolation ou extrapolation. Pour la commune, le premier recensement exhaustif entrant dans le cadre du nouveau dispositif a été réalisé en 2007.

En 2022, la commune comptait 470 habitants, en évolution de −0,84 % par rapport à 2016 (Vienne : +0,6 %, France hors Mayotte : +2,11 %).
| 1793  | 1800  | 1806  | 1821  | 1831  | 1836  | 1841  | 1846  | 1851  |
| ----- | ----- | ----- | ----- | ----- | ----- | ----- | ----- | ----- |
| 1 110 | 1 367 | 1 127 | 1 443 | 1 246 | 1 312 | 1 230 | 1 286 | 1 320 |

| 1856  | 1861  | 1866  | 1872  | 1876  | 1881  | 1886  | 1891  | 1896  |
| ----- | ----- | ----- | ----- | ----- | ----- | ----- | ----- | ----- |
| 1 278 | 1 248 | 1 248 | 1 188 | 1 170 | 1 165 | 1 159 | 1 203 | 1 158 |

| 1901  | 1906  | 1911  | 1921 | 1926 | 1931 | 1936 | 1946 | 1954 |
| ----- | ----- | ----- | ---- | ---- | ---- | ---- | ---- | ---- |
| 1 110 | 1 133 | 1 118 | 943  | 956  | 954  | 976  | 888  | 902  |

| 1962 | 1968 | 1975 | 1982 | 1990 | 1999 | 2006 | 2007 | 2012 |
| ---- | ---- | ---- | ---- | ---- | ---- | ---- | ---- | ---- |
| 900  | 758  | 647  | 616  | 541  | 512  | 490  | 486  | 480  |

| 2017 | 2022 | - | - | - | - | - | - | - |
| ---- | ---- | - | - | - | - | - | - | - |
| 473  | 470  | - | - | - | - | - | - | - |

En 2008, la densité de population de la commune était de 13 hab./km2, 61 hab./km2 pour le département, 68 hab./km2 pour la région Poitou-Charentes et 115 hab./km2 pour la France.
Les dernières statistiques démographiques pour la commune ont été fixées en 2009 et publiées en 2012. Il ressort que la mairie administre une population totale de 493 personnes. À cela il faut soustraire les résidences secondaires (12 personnes) pour constater que la population permanente sur le territoire de la commune est de 481.
La diminution de 5 % de la population de la commune de 1999 à 2006 s’intègre dans une évolution générale à l’ensemble des communes rurales du département de la Vienne. Les zones rurales perdent de leurs habitants au profit d’une vaste région circonscrite autour des deux grandes métropoles du département : Poitiers et Châtellerault, et plus particulièrement au profit des cantons limitrophes de la préfecture.
La répartition par sexe de la population est, selon l'Insee, la suivante:
- en 1999 : 49,3 % d'hommes et 50,7 % de femmes.
- en 2007 : 49,4 % d'hommes et 50,6 % de femmes.

Selon l'Insee, en 2007 :
- Le nombre de célibataires était de : 33,7 % dans la population,
- Les couples mariés représentaient 47,8 % de la population,
- Les divorcés représentaient 4,6 % de la population,
- Le nombre de veuves et veufs était de 13,9 %.

## Économie

### Agriculture
L'économie locale se caractérise par la culture et la production animale.
Les AOC du territoire sont les beurres de Charente-Poitou, des Charentes et des Deux-Sèvres.
Selon la direction régionale de l'Alimentation, de l'Agriculture et de la Forêt de Poitou-Charentes, il n'y a plus que 33 exploitations agricoles en 2010 contre 39 en 2000.
Les surfaces agricoles utilisées ont diminué et sont passées de 3 539 hectares en 2000 à 3 346 hectares en 2010. 46 % sont destinées à la culture des céréales (blé tendre essentiellement mais aussi orges et maïs), 29 % pour les oléagineux (colza pour les 3/4 et 1/4 pour le tournesol), 13 % pour le fourrage et 5 % reste en herbes. En 2010,un hectare (2 en 2000) est consacré à la vigne.
13 exploitations en 2010 (contre 12 en 2000) abritent un élevage de bovins (784 têtes en 2010 contre 655 têtes en 2000). 3 exploitations en 2010 (contre 5 en 2000) abritent un élevage de chèvres (976 têtes en 2010 contre 452 têtes en 2000). L'élevage d'ovins a connu une baisse importante : 1 192 têtes en 2000 répartis sur 13 fermes contre 869 têtes en 2010 répartis sur 8 fermes. Cette évolution est conforme à la tendance globale du département de la Vienne. En effet, le troupeau d’ovins, exclusivement destiné à la production de viande, a diminué de 43,7 % de 1990 à 2007. L'élevage de la volaille est peu importante : 189 têtes en 2010 contre 251 têtes en 2000 sur un nombre presque identique de fermes : 12 en 2010 contre 13 en 2000.

### Artisanat
Sur la commune se trouve une entreprise de fabrication et de restauration d'orgues, "Béthines les orgues".

### Activité
Le taux d'activité était de 71,1 % en 2007 et 66,3 % en 1999.
Le taux de chômage en 2007 était de 7,8 % et, en 1999, il était de 6,9 %.
Les retraités et les pré-retraités représentaient 37,2 % de la population en 2007 et 31,9 % en 1999.

## Culture locale et patrimoine

### Lieux et monuments

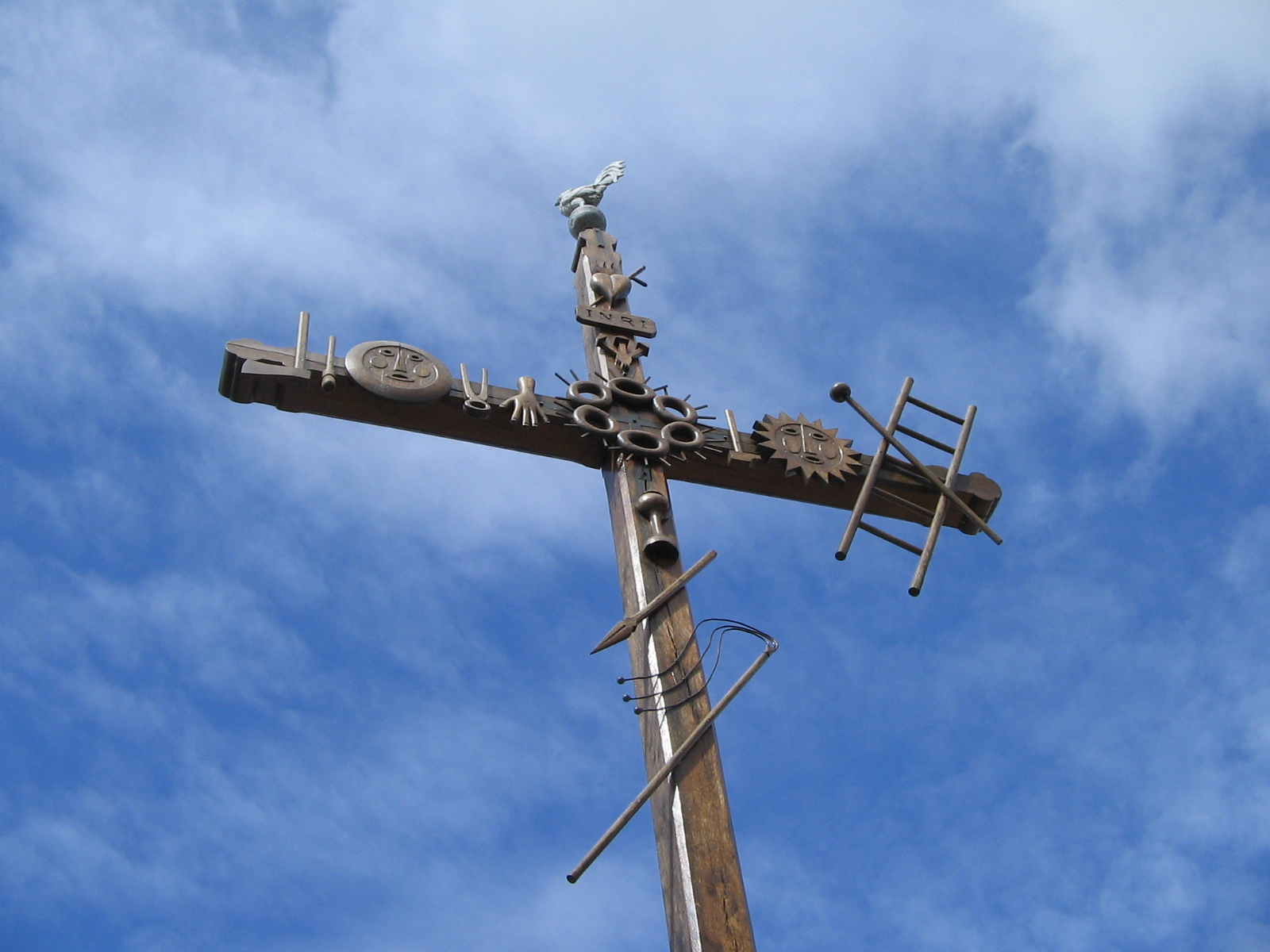
La croix de Béthines.

- Une croix de 9,80 m datant de l'époque de la Restauration, avec les outils de la passion du Christ[30] travail réalisé par le compagnonnage[31]. Le socle de cette croix, en pierre, date probablement du XVIIe car une croix existait, en effet, sur la place avant la Révolution. Elle a fait place alors à un tilleul : l'arbre de la liberté. En 1822, l'abbé Jean Poulet rétablit celle-ci en souvenir de la mission qu'il avait fait donner[32],[33]. Elle fut bénie par M. Maury, curé doyen de Saint-Savin. L'arbre ne disparut du côté de la croix qu'en 1947. Le bois de la croix a du être remplacé plusieurs fois : dès 1842 et la dernière fois fut en 1958. La tempête de 1999 a arraché l'échelle et l'épongeLa croix de Béthines.. Depuis le XVIIe siècle, des croix de mission sont édifiées à l'occasion de missions populaires dans les villages et les bourgs. Les plantations de ces croix deviennent fréquentes à la fin du XIXe siècle  et au début du XXe siècle, notamment à partir de 1905, en réaction à la laïcisation de la société.
- L'église Saint-Pierre-ès-Liens, date de la première moitié du Xe siècle, époque des prêtres Dodon et Israël où Bétines est alors vicus. Elle aurait été fondée par saint Martial. En 1184, elle fait partie de l'abbaye de Saint-Savin-sur-Gartempe qui nomme le curé de Béthines. Elle est inscrite comme Monument Historique depuis 1937 pour son clocher octogonal en pierre[34], datant du XIIe siècle. À l'intérieur de l'église se trouve une vierge à l'enfant, don d'Elisabeth Bichier des Ages, fondatrice des Filles de La Croix[35].

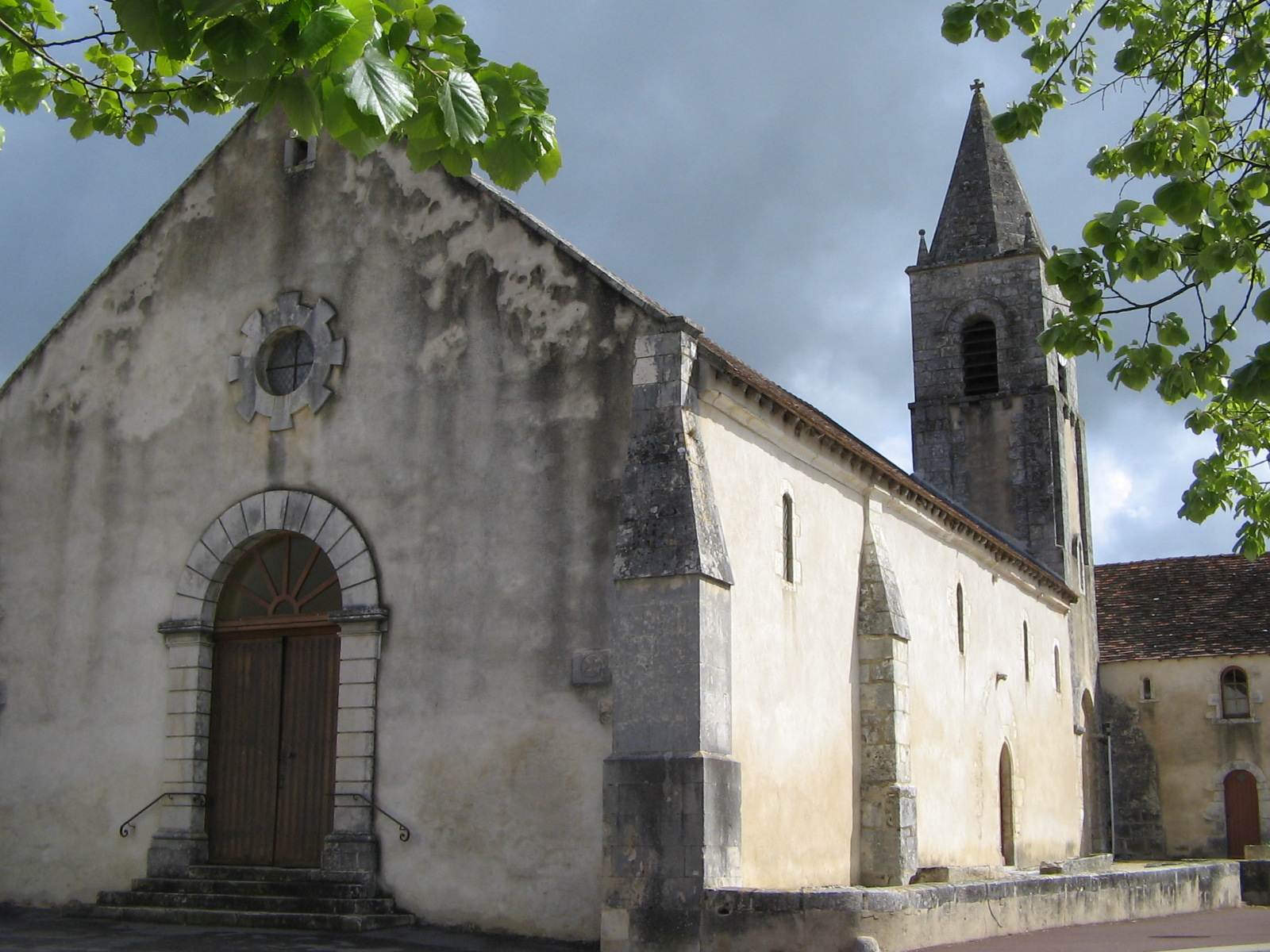
L'église de Béthines en avril 2012.

- Était le siège vers 1115 d'un prieuré de l'ordre de Fontevraud. Victime d'un incendie en 1689, il ne s'en relèvera pas et la dernière religieuse sera envoyée à La Puye en 1726. Effectifs : 8 en 1689[36]. Une impasse du prieuré témoigne encore en ce lieu de cette implantation monastique ancienne[37].

### Patrimoine naturel
- Deux espaces naturels de la commune bénéficient de protections issues d'engagements internationaux relevant de la directive habitats-faune-flore. Ces espaces représentent 2 % de la surface communale et il s'agit de la vallée de l'Anglin et de celle du Salleron.
- Le lieu-dit le Paradis est classé comme zone naturelle d'intérêt écologique, faunistique et floristique (ZNIEFF)[38] et couvre 1 % de la surface communale.

#### Vallée du Salleron
La vallée du Salleron est un site classé zone naturelle d'intérêt écologique, faunistique et floristique (ZNIEFF). Le site intègre une grande partie du cours de la rivière qui est  un affluent de l’Anglin ainsi que ses affluents. Le Salleron est une petite rivière d’eaux vives avec une forte dénivellation depuis ses sources jusqu’à la confluence avec l’Anglin. Ses eaux sont de bonne qualité et bien oxygénées. Son lit est riche en sédiments grossiers (sables et graviers). Son bassin versant est à dominante forestière et bocagère et il est encore peu touché par l’intensification agricole.
L’intérêt biologique du site, qui justifie son classement et sa protection, réside dans la présence importante de la Lamproie de Planer qui est un poisson menacé de disparition  dans toute l’Europe. La Lamproie de Planer exige des eaux de très bonne qualité et des sédiments à granulométrie moyenne à grossière pour vivre et se reproduire.
De nos jours, les principales menaces sur cet environnement fragile sont: un ralentissement anormal du courant qui modifierait le tri mécanique des sédiments, ou une pollution chimique (toxiques, métaux lourds) ou organique (eutrophisation par surcharge des eaux en nutriments provoquant une pullulation d’algues et une réduction de l’oxygène dissous). La création d’étangs destinés à la pêche le long du cours du Salleron constitue un risque important du aux vidanges des étangs. Elles pourraient, en effet, transférer des maladies aux lamproies, provoquer un réchauffement des eaux du Salleron et introduire des espèces piscicoles exotiques. De même, la transformation des prairies naturelles du bassin versant en cultures céréalières intensives pourrait avoir d’importantes répercussions sur la balance trophique et sédimentaire des eaux (apport d’engrais et de produits phytosanitaires), voire, en cas d’irrigation, sur les débits en période d’étiage.
La présence d’une petite population de Cistude d’Europe, une espèce de tortue, est un autre facteur important justifiant la protection du site. Cette tortue aquatique connaît, en effet, un déclin alarmant dans toute l’Europe de l’Ouest. Elle est victime de la disparition des zones humides ou de leur fragmentation, de la dégradation de la qualité des eaux et de l’introduction d’espèces exotiques comme la Tortue de Floride, les écrevisses américaines, ou le ragondin.

### Musée et site remarquable à proximité
- L'écomusée de la Brenne, spécialisé dans l'archéologie, les sciences de la nature, l'histoire, et la technique et l'industrie, se trouve à Blanc, à environ 12 km de Béthines.
- L'abbatiale de Saint-Savin-sur-Gartempe, classé au patrimoine mondial de l'Unesco, est un site remarquable[39].

### Personnalités liées à la commune
- Adrien André, parlementaire.
- René Cassin, juriste, diplomate, homme politique et prix Nobel de la paix.